# Lubiniezky (cráter)

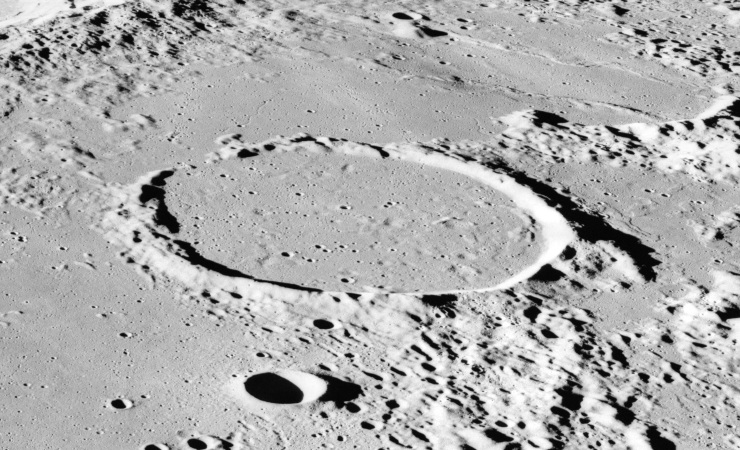
Fotografía de la misión Apolo 16

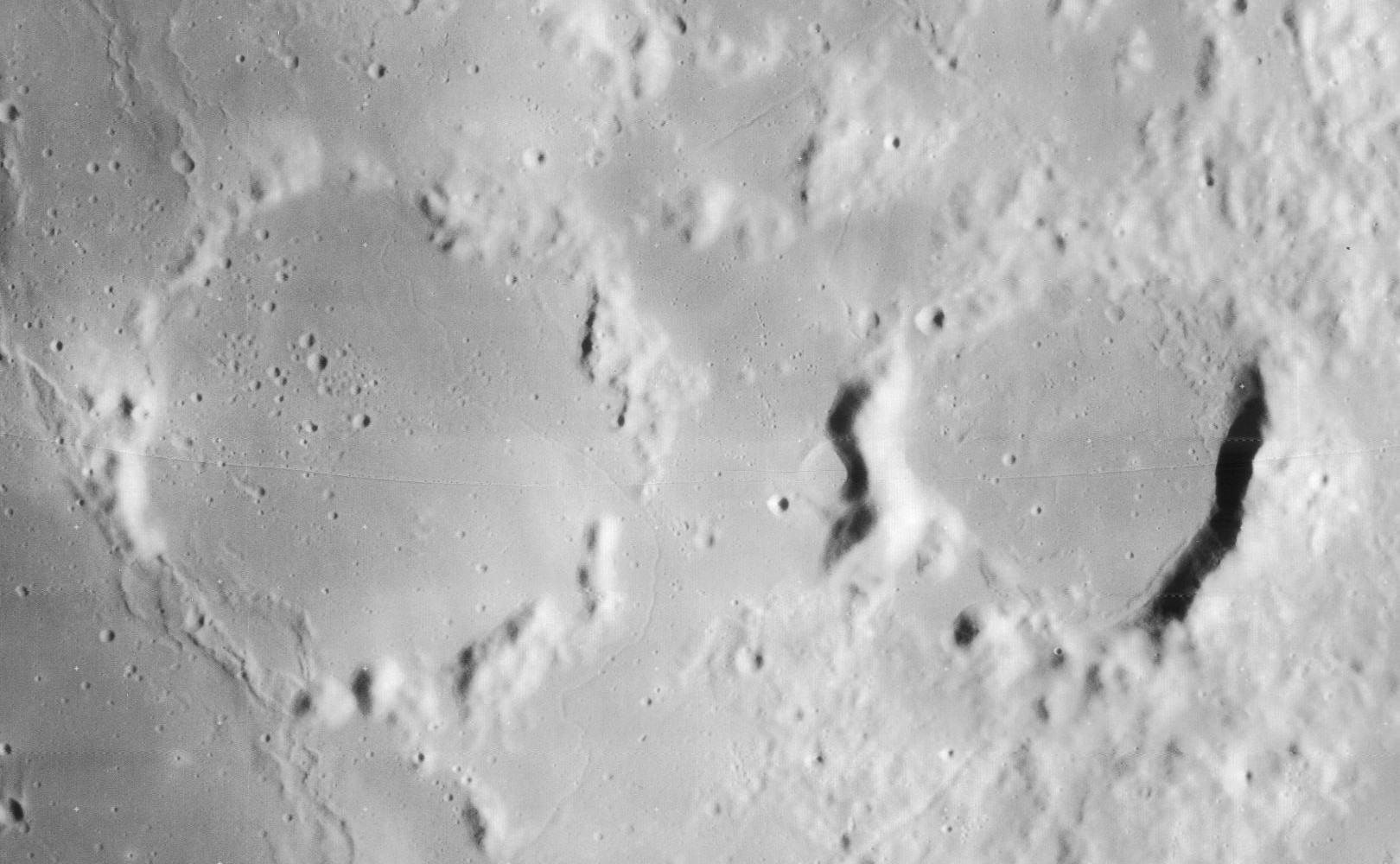
Lubiniezky E (izquierda) y A (derecha)

Lubiniezky es un cráter de impacto lunar inundado de lava situado en el borde noroeste del Mare Nubium. Se localiza más fácilmente si se utiliza como referencia el cráter Bullialdus, ubicado al sureste.  Lleva el nombre del astrónomo polaco Stanisław Lubieniecki
|  |

El suelo de Lubiniezky ha sido reconstituido por la lava basáltica, que muy probablemente entró desde el mar lunar circundante a través de la brecha situada en el sureste del brocal. El borde restante forma una elevación curvada y desgastada alrededor del suelo interior relativamente plano y sin rasgos distintivos. El borde está unido por crestas adyacentes a las paredes norte y oeste. Al norte se halla el cráter con forma de cuenco Darney. Los cráteres satélite Lubiniezky A y E, ubicados al noroeste, también están inundados de lava.

## Cráteres satélite
Por convención estos elementos son identificados en los mapas lunares poniendo la letra en el lado del punto medio del cráter que está más cercano a Lubiniezky.
|            | \| Lubiniezky \| Coordenadas \| Diámetro \| \| ---------- \| ------------------------------ \| -------- \| \| A \| 16°24′S 25°36′O / -16.4, -25.6 \| 30 km \| \| D \| 16°30′S 23°24′O / -16.5, -23.4 \| 8 km \| \| E \| 16°36′S 27°18′O / -16.6, -27.3 \| 37 km \| \| F \| 18°18′S 21°48′O / -18.3, -21.8 \| 8 km \| \| G \| 15°18′S 20°12′O / -15.3, -20.2 \| 4 km \| \| H \| 17°00′S 21°12′O / -17.0, -21.2 \| 4 km \| |          |
| Lubiniezky | Coordenadas | Diámetro |
| A          | 16°24′S 25°36′O / -16.4, -25.6 | 30 km    |
| D          | 16°30′S 23°24′O / -16.5, -23.4 | 8 km     |
| E          | 16°36′S 27°18′O / -16.6, -27.3 | 37 km    |
| F          | 18°18′S 21°48′O / -18.3, -21.8 | 8 km     |
| G          | 15°18′S 20°12′O / -15.3, -20.2 | 4 km     |
| H          | 17°00′S 21°12′O / -17.0, -21.2 | 4 km     |